# 노르웨이 경찰총국
경찰총국(노르웨이어: Politidirektoratet)은 노르웨이 왕립 법무치안부에 딸린 기관으로, 노르웨이 경찰의 중앙기관이다. 